# Johnny B. Goode
"Johnny B. Goode" là ca khúc rock and roll năm 1958 được sáng tác và trình bày bởi Chuck Berry. Ca khúc này trở thành bản hit phổ biến trong cả cộng đồng người da màu lẫn da trắng với vị trí số 2 tại bảng xếp hạng Hot R&B Songs của tạp chí Billboard và vị trí số 8 tại Billboard Hot 100.
Ca khúc này cũng là bản thu nổi tiếng nhất của Berry, được hát lại bởi rất nhiều nghệ sĩ và nhận được rất nhiều đánh giá tích cực. Đây cũng được coi là một trong những giai điệu nổi tiếng nhất của lịch sử âm nhạc.

## Tôn vinh
| Danh sách                              | Ấn bản                   | Vị trí | Năm  |
| -------------------------------------- | ------------------------ | ------ | ---- |
| 500 bài hát vĩ đại nhất                | Rolling Stone            | 7      | 2010 |
| 100 ca khúc guitar vĩ đại nhất         | Q                        | 42     | 2005 |
| 100 ca khúc guitar vĩ đại nhất         | Rolling Stone            | 1      | 2008 |
| Top 3000 Songs                         | Acclaimed Music          | 6      | *    |
| 500 ca khúc thay đổi lịch sử nhạc Rock | Rock & Roll Hall of Fame | *      | 1995 |
| 50 đoạn solo guitar vĩ đại nhất        | Guitar World             | 12     | 2009 |

Ghi chú
(*) không có vị trí cụ thể.